# Charles Kennedy Scott
Charles Kennedy Scott (Romsey, 16 de novembre de 1876 - Londres, 2 de juliol de 1965) fou un musicòleg anglès.
Estudià al Conservatori de Brussel·les, on va aconseguir un primer premi d'orgue el 1897. Des de 1898 s'establí a Londres on es va consagrar quasi per sencer a propagar el coneixement de la música anglesa, especialment la del gènere coral.
Amb aquest efecte fundà el 1904 l'Oriana Madrigal Society, i va associar les activitats d'aquesta agrupació artística amb la publicació de les Euterpe Series, col·lecció d'antics madrigals, i de diverses obres didàctiques, entre elles un Manual of Madrigal Singing. El 1919 fundà i dirigí el Philarmonic Choir, les interpretacions d'obres corals antigues i modernes del qual van merèixer la més alta valoració de la crítica anglesa.